# Francisco Javier Peral
Francisco Javier Peral Periane, dit Javito, est un footballeur espagnol né le 4 novembre 1983 à Plasencia (Espagne).
Formé à La Masia, le centre de formation du FC Barcelone, il évolue au poste d'ailier droit mais peut tout aussi bien jouer en attaque.

## Biographie
Il débute avec le FC Barcelone en Ligue des champions face au Shaktar Donetsk.
Javito évolue depuis 2006 à l'Aris FC.
Le 31 janvier 2011, il est prêté au Deportivo La Corogne.
Il possède une sélection en équipe d'Espagne des moins de 21 ans.

## Palmarès
- Aris Salonique
  - Finaliste de la Coupe de Grèce : 2008, 2010